# سید عزالدین هزارجریبی
سید عزالدین حسن یا سید عزالدین هزارجریبی (درگذشتهٔ۸۲۷) از امرای تیمور لنگ و شاهرخ شاه بود که امارت بخشی از مازندران یعنی هزارجریب را پس از پدر خود میر عمادالدین به دست گرفت. وی پدر همسر مرتضی مرعشی بود.
درگذشت او سال ۸۲۷ (قمری) رخ داد و آرامگاهش احتمالاً در بقعهٔ پدر و نیایش در روستای وری هزارجریب می‌باشد که روزگاری مرکز فرمانروایی سادات عمادی مازندرانی بوده‌است.
تیمور لنگ برای یورش عراق (یورش هفت ساله) از سمرقند راهی غرب شد. به حوالی هزارگری که رسید به امیر تیمور رسانیدند در پشت این کوه ولایتی است که نام حاکمش میر عمادالدین می‌باشد. امیر تیمور گفت: «چرا سید حاضر خدمت نشد». امیر برکه (از اطرافیان تیمور لنگ) گفت اجازه بدهید من سید را حاضر کنم. میر عمادالدین به خدمت امیر تیمور رسید و پس از او پسرانش با جامهٔ رزمی و هدایای بسیار خدمت رسیدند. امیر به سید گفت: «یکی از پسران تو باید ملازم رکاب شوند». بدین‌گونه یکی از پسران میر عمادالدین یعنی سید عزالدین حسن با شماری از لشکر هزارجریب به سپاه تیمور لنگ پیوست.
در جریان همین یورش هفت ساله، پس از آنکه خبر مرگ میر عمادالدین به امیر تیمور رسید، سید عزالدین حسن را حاضر کرد به او تسلیت گفت و به رسم ترکان برای بیرون آوردن او از عزا به او شراب خورانید. «امیر تیمور سید عزالدین را از عزا بیرون آورده خلعت فاخر و کمر زرین عطا فرمود و حکومت هزارجریب را به او مفوض داشت».
سید عزالدین دست کم ۵ برادر بزرگ‌تر از خود داشت اما احتمالاً همین حضورش در رکاب امیر تیمور بود که او را وارث امارت پدر نمود. سید عزالدین فرزندان فراوان هم داشت. دو تن از آن‌ها فرمانروای هزارجریب شدند. نخست «میر رضی‌الدین» که با پسرعموی خود «سید تاج‌الدین» درگیری داشت. دوم «سید کمال‌الدین حسین» که سرسلسلهٔ سادات رفیعی نجف (ریاست آستان قدس علوی) می‌باشد. وی در زمان شاه اسماعیل صفوی از فرمانروایانی بود که در محدودهٔ مازندران صاحب قدرتی بودند ولی سرانجام به دلیل روی گرداندن از شاه یادشده کشته شد.